# 정은별
정은별(1987년 11월 18일 ~ )은 대한민국의 배우, 가수이다.

## 드라마
- 2010년 SBS 창사 20주년기념특집극 《초혼》 ... 김미봉 역
- 2011년 KBS2 수목드라마 《가시나무새》
- 2012년 KBS2 수목드라마 《각시탈》 ... 진홍 역

## 영화
- 2012년 3D 애니메이션 《코알라 키드: 영웅의 탄생》 ... 샬롯 목소리 역

## 광고
- 2014년 코스메틱 브랜드 레시피 전속 모델

## 앨범
- 2012년 5월 25일 ...《1st Digital Single Album》
- 2012년 7월 13일 ...《2st Digital Single Album》